# Poecilopsis gracilis
Poecilopsis gracilis là một loài bướm đêm trong họ Geometridae.